# 美是種自由
《美是種自由》是ㄧ首由中華民國教育部舉辦的美感教育中長程計畫裡面的宣傳用歌曲影片。主要由教育部次長負責。在立法院上立法委員蘇巧慧以此事質詢部長吳思華，

## 簡要
在2015年九月底，此歌詞版MV發布在Youtube，並宣稱十一月會發布完整版。但直到2016年3月底仍未發布。內容一開始放上美景幻燈片，而歌曲開始時背景只有雲朵飄移，並配上簡單的歌詞字型。據知此美感教育計畫共預計花費四十億元新台幣，而此曲MV製作就已耗費300萬元。立法委員黃國書則說我們請了一個很有名的人寫歌，結果那個歌被罵死了，那個歌沒有人聽過。計畫預定103年至107年第一期5年共40億元，每年8億元。而知名平面設計師聶永真也在其FB上評論：好吧，美是種自由。在2015年十月，其FB專頁曾在隸屬於yahoo的street voice網頁上做較清晰的澄清，說明此歌詞版是要讓國人熟悉歌詞，了解歌詞想要傳達什麼，但今日看來十分諷刺。全國教師工會總聯合會副執行長殷童娟則痛批，歌曲MV外包出去絕對不會達到美感的價值。

## 詞曲
- 詞：方文山
- 曲：鄧福如

## 外部連結
- MV歌詞版 （页面存档备份，存于）
- MV完整版 （页面存档备份，存于）
- 美感生活 美好行動Facebook[永久]
- 美感生活，美好行動官網 （页面存档备份，存于）